# 15. Jahrhundert v. Chr.
Portal Geschichte | Portal Biografien | Aktuelle Ereignisse | Jahreskalender | Tagesartikel

◄ |
3. Jt. v. Chr. |
2. Jahrtausend v. Chr. | 1. Jt. v. Chr.  

◄ |
17. Jh. v. Chr. |
16. Jh. v. Chr. |
15. Jahrhundert v. Chr. |
14. Jh. v. Chr. |
13. Jh. v. Chr. |
►
Das 15. Jahrhundert v. Chr. begann am 1. Januar 1500 v. Chr. und endete am 31. Dezember 1401 v. Chr.

Ägypten erreichte unter Thutmosis III. die größte Ausdehnung seiner Geschichte

## Zeitalter/Epoche
- Mittelmykenische Zeit bzw. Späthelladikum II auf dem südlichen und zentralen griechischen Festland[1].
- Um 1500 v. Chr. wanderten die Arier vom Norden her in das heutige Indien ein und brachten die vedische Kultur, als sie sich mit den einheimischen Stämmen vermischten. Damit beginnt die frühvedische Zeit[2].
- Um 1450 v. Chr. beginnt die Nachpalastzeit auf Kreta[3].
- Die Bronzezeit umfasst in Mitteleuropa etwa den Zeitraum von 2200 bis 800 v. Chr. Die Mittlere Bronzezeit dauerte in Mitteleuropa absolutchronologisch etwa von 1600 v. Chr. bis 1300 v. Chr.

## Ereignisse/Entwicklungen

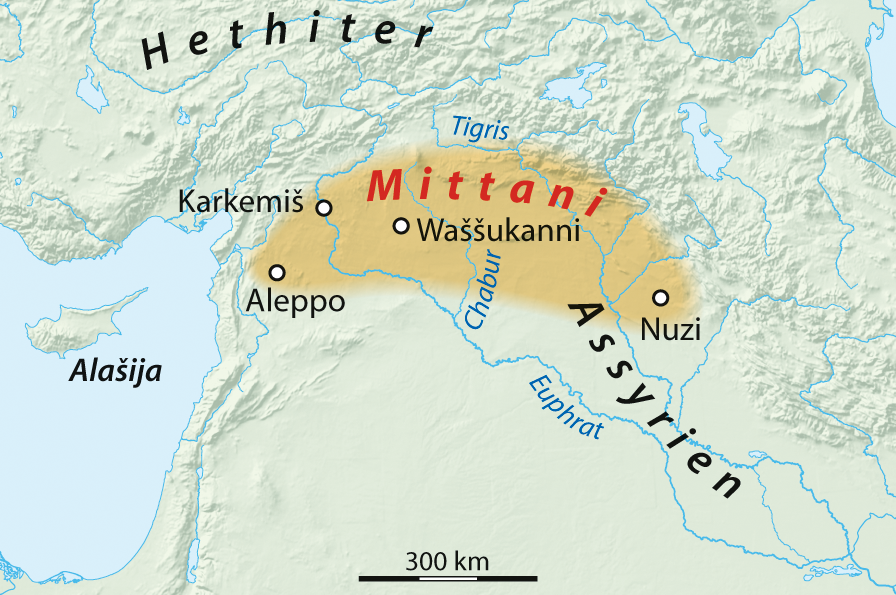
Lage von Mittani

Die territorialen Verhältnisse um das Jahr 1500 v. Chr. im Vorderen Orient, dem östlichen Mittelmeer, dem Roten Meer und dem Persischen Golf

- Ab dem 15. Jahrhundert v. Chr. sind die Olmeken im heutigen Mexiko nachweisbar[4].
- Anfang des 15. Jahrhunderts v. Chr. oder bereits Ende des 16. Jahrhunderts v. Chr. ist das Königreich Mittani in Nordsyrien entstanden[5].
- um 1493 v. Chr.: Thutmosis I. wird Regent von Ägypten; er errichtet als erster Regent sein Grab im Tal der Könige bei Karnak.
- um 1465 v. Chr. wurde Agum III. Herrscher von Babylonien. Er eroberte wahrscheinlich das südmesopotamische Meerland und danach die Insel Dilmun (vermutlich das heutige Bahrain)[6].
- 1457 v. Chr.: In der Schlacht bei Megiddo besiegen die Ägypter eine Koalition von Fürsten aus Retjenu.
- um 1450/1425 v. Chr. (nach traditioneller Chronologier): Mykenische Griechen erobern das minoische Kreta, die kretisch beherrschten Kykladen sowie das bis dahin zumindest teilweise kretisch besiedelte Rhodos und Milet.
- um 1445 v. Chr.: Frühe Datierung des Auszuges des Volkes Israel aus Ägypten nach 1 Kön 6,1 EU.

## Persönlichkeiten
Hinweis: Die Regierungsjahre lassen sich in diesem Jahrhundert noch nicht genau bestimmen. Von daher handelt es sich um ungefähre Schätzungen.

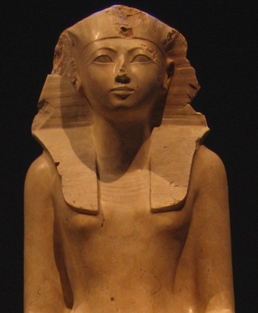
Hatschepsut im Metropolitan Museum of Art

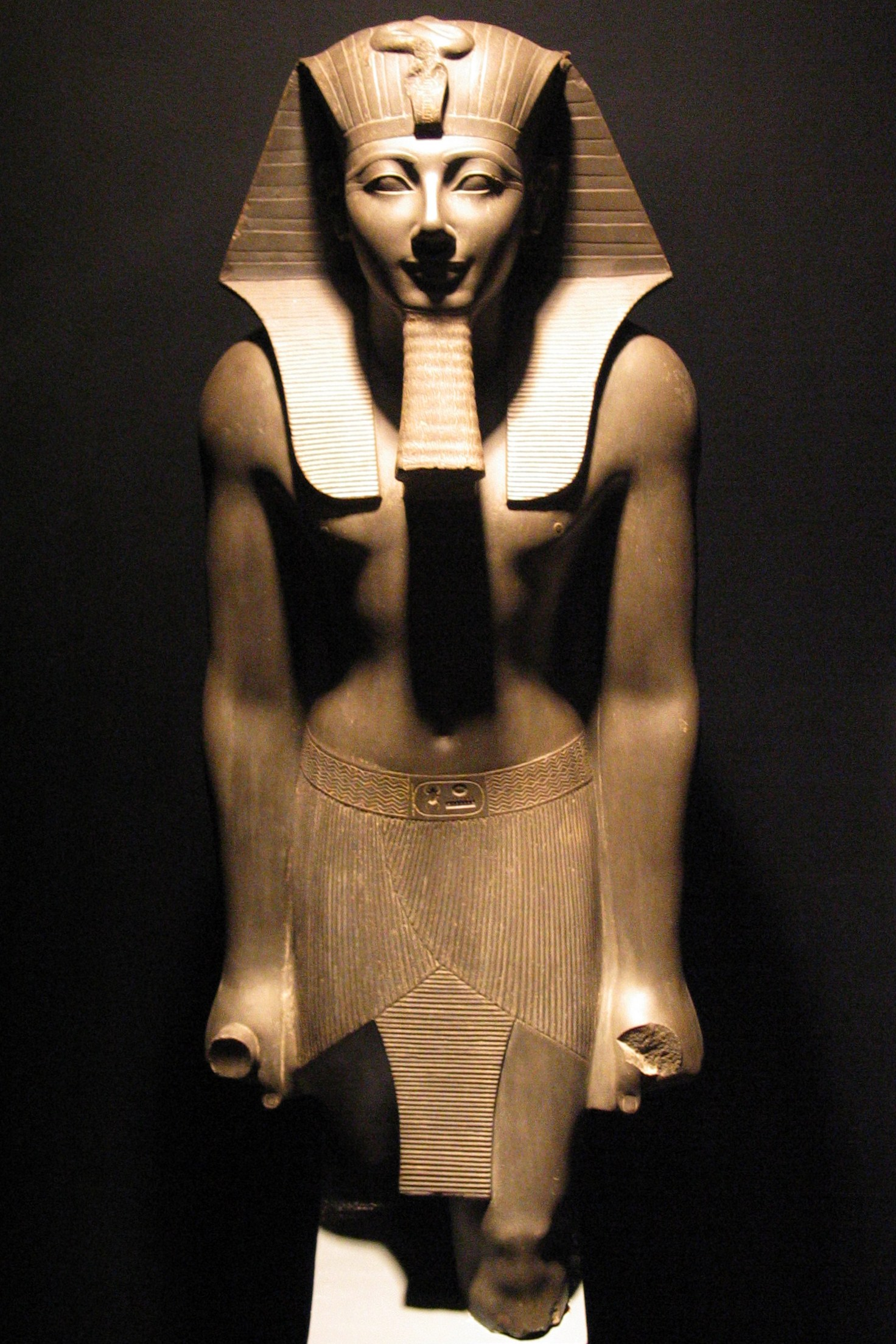
Statue von Thutmosis III.

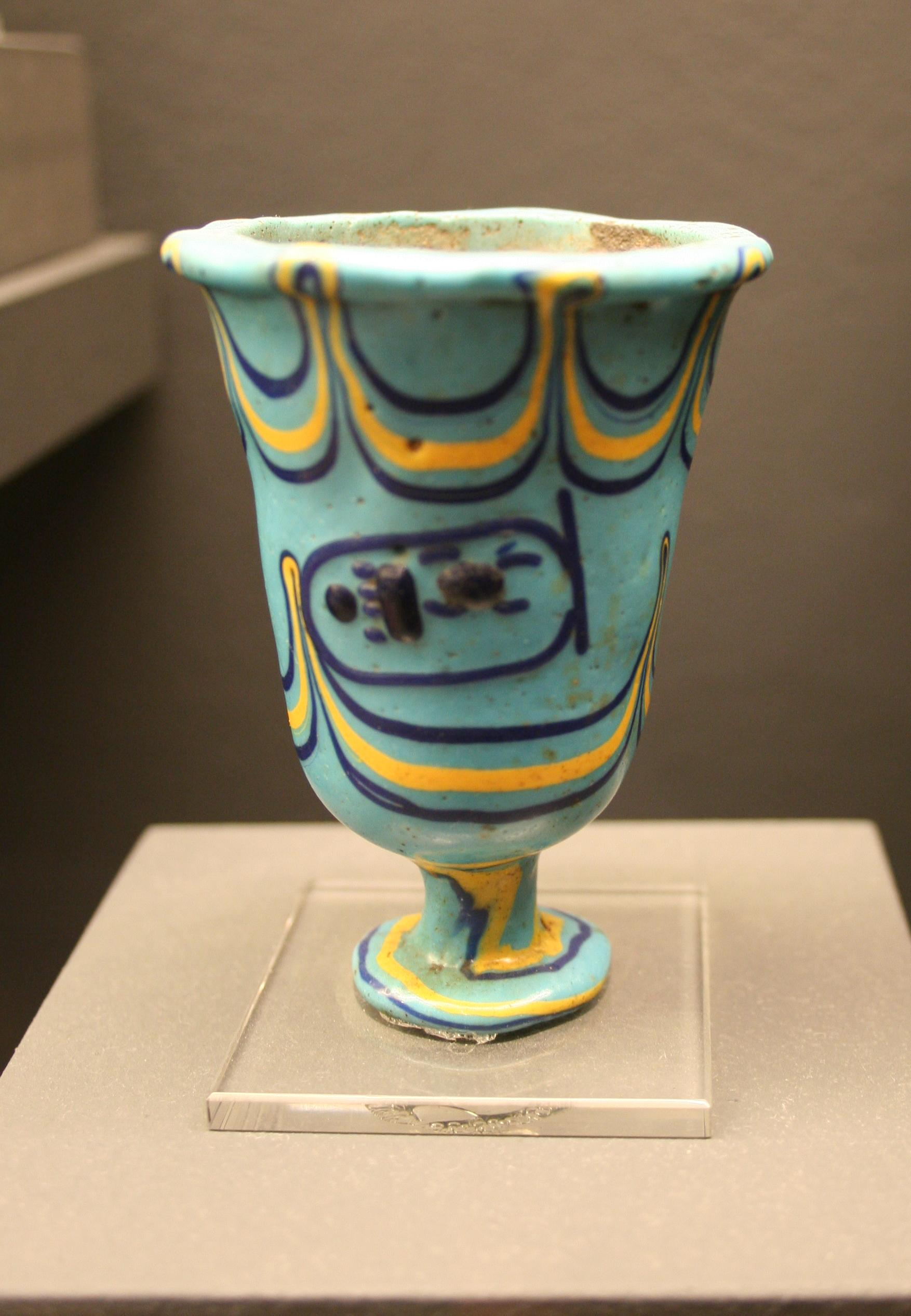
Glaskelch von Thutmosis III., um 1450 v. Chr.

### Pharaonen von Ägypten
- Amenophis I. (1514–1493 v. Chr.)
- Thutmosis I. (1493–1482 v. Chr.)
- Thutmosis II. (1482–1479 v. Chr.)
- Hatschepsut (1479–1458 v. Chr.)
- Thutmosis III. (1458–1426 v. Chr.)
- Amenophis II. (1426–1400 v. Chr.)

### Könige von Assyrien
- Puzur-Aššur III. (1502–1479 v. Chr.)
- Enlil-nasir I. (1478–1466 v. Chr.)
- Nur-ili (1465–1454 v. Chr.)
- Aššur-šaduni (1454 v. Chr.)
- Aššur-rabi I. (1453–1435 v. Chr.)
- Aššur-nadin-ahhe I. (1434–1421 v. Chr.)
- Enlil-nasir II. (1420–1415 v. Chr.)
- Aššur-nirari II. (1414–1408 v. Chr.)
- Aššur-bel-nišešu (1407–1399 v. Chr.)

### König von Babylonien
- Burna-buriaš I. (1510–1490 v. Chr.)
- Kaštiliaš III. (1490–1465 v. Chr.)
- Agum III. (1465–1415 v. Chr.)
- Kara-indaš (1415–1403 v. Chr.)
- Kadašman-Ḫarbe I. (1403–1390 v. Chr.)

### König von Elam
- Kidinu (um 1500 v. Chr.)

### Könige des hethitischen Reiches
- Taḫurwaili (1500–1485 v. Chr.)
- Alluwamna (1485–1480 v. Chr.)
- Ḫantili II. (1480–1465 v. Chr.)
- Zidanta II. (1465–1450 v. Chr.)
- Ḫuzziya II. (1450–1430 v. Chr.)
- Muwattalli I. (1430–1420 v. Chr.)
- Tudḫaliya I. (1420–1400 v. Chr.)

## Erfindungen und Entdeckungen
- Die Linear B-Schrift wird im 15. Jahrhundert v. Chr. von der mykenischen Kultur aus der älteren minoischen Linear A-Schrift entwickelt[7][8].
- Die Kypro-minoische Schrift wurde seit dem 15. Jahrhundert v. Chr. in Zypern benutzt[9].
- Im 15. Jahrhundert v. Chr. wurde in Ägypten Glas zu Gefäßen verarbeitet[10]. Wahrscheinlich wurde die Technik im Zuge der Expansionspolitik des Neuen Reiches aus Nordsyrien und Palästina importiert.